# IJking
IJking is het relateren van een meetmethode aan een wettelijk erkende standaard. Door een ijking wordt een meetinstrument officieel geschikt verklaard voor metingen waaraan wettelijke nauwkeurigheidseisen worden gesteld, zoals metingen waarvan het resultaat wordt gebruikt om een kostprijs te bepalen.
Een ijking bestaat uit een kalibratie, waarmee de afwijking ten opzichte van de standaard wordt vastgesteld, gevolgd door een justering, waarbij de afwijking gecorrigeerd wordt.
Alle meetapparatuur die commercieel gebruikt wordt, moet regelmatig geijkt worden om te garanderen dat de metingen nog aan de wettelijk gestelde eisen (specificaties) voldoen. 
Professionele meetinstrumenten kunnen een ingebouwde referentie hebben; deze verricht automatisch controles en geeft een melding wanneer de meetapparatuur niet meer voldoet. Zo worden snelheidsmeters voor verkeersovertredingen voor en na elke meet-sessie geijkt, om de vastgestelde overtreding meer rechtszekerheid te geven. Vooral als de meetapparatuur gebruikt wordt voor de overdracht van eigendom, moet de ijking gebeuren door een officiële instantie zoals het Nederlands Meetinstituut (het vroegere IJkwezen). De toezichthouder op de Metrologiewet (voormalige IJkwet) is de Rijksinspectie Digitale Infrastructuur.
Ook in de psychodiagnostiek is de term "geijkt" gebruikelijk om aan te duiden dat voor een bepaalde test deugdelijke normen zijn opgesteld.